# レギオナルエクスプレス

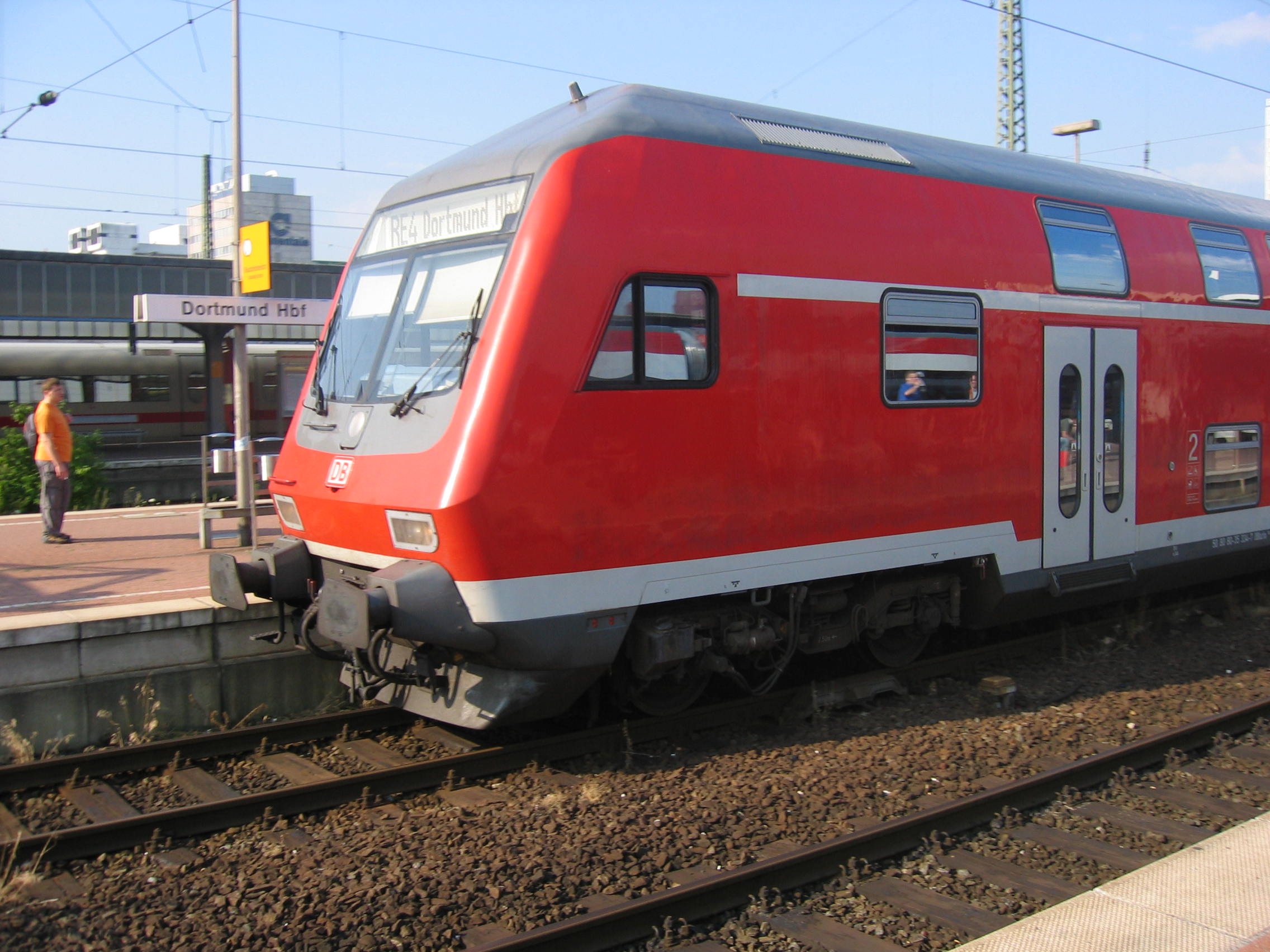
ドルトムント中央駅のRE

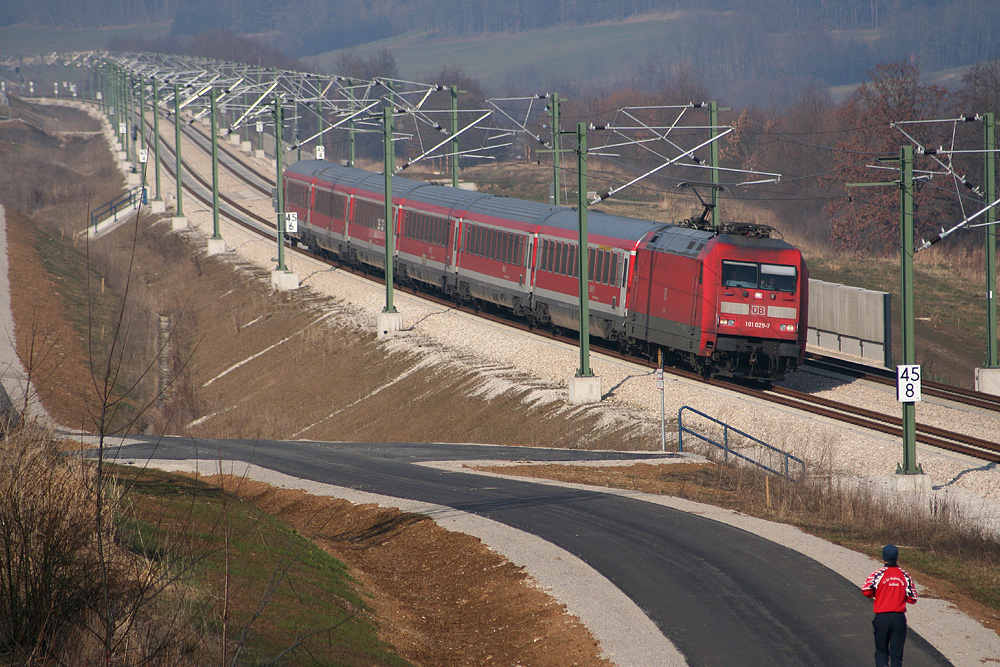
ミュンヘン-ニュルンベルク-エクスプレス

レギオナルエクスプレス(RegionalExpress,RE)はドイツで運行されている列車種別の一つで、日本の快速列車に相当する列車種別である。特別料金は不要で、準速達サービスを担っておりレギオナルバーン(普通列車相当)やSバーンなどより停車駅は少なく、インターシティ(優等列車)よりは停車駅が多い。中には200km以上の長距離を運行される列車も存在する。現在、ドイツ鉄道の子会社であるDBレギオにより運行されている。また、理論的には連邦政府が他の運行会社に運行のフランチャイズ権を与えることも出来る。
ブレーメン中央駅・ハンブルク中央駅間で運行するメトロノム社は現在、レギオナルエクスプレスに準じたサービスの列車を運行しているが、レギオナルエクスプレスの名称を使う代わりに自社のブランド名を付与することによって、認知度を高めている。
気動車を始め、425形電車や426形電車、146形機関車牽引の2階建て客車など、レギオナルエクスプレスは様々な種類の車種により運行されている。多くのレギオナルエクスプレスは1時間毎のパターンダイヤになっており、利用しやすくなっている。
ミュンヘン・ニュルンベルク間ではニュルンベルク-インゴルシュタット-ミュンヘン高速線など高速新線の開業によって最高速度200km/hのミュンヘン・ニュルンベルク・エクスプレスと名付けられたレギオナルエクスプレスが運行を開始した。ドイツ鉄道101型電気機関車が牽引するインターシティ用客車を格下げして使用しており、171kmの距離を約1時間40分で結びインターシティに近い速達サービスを行っている。
表定速度の高い速達形のレギオナルエクスレスがある一方で、ライン・ルール都市圏やカールスルーエ都市圏などでは、Sバーンの運行される都市中心部では小駅を通過し、郊外では各駅停車となる列車も存在する。